# Sambiase
Sambiase est une ancienne commune italienne, maintenant une frazione de Lamezia Terme, dans la province de Catanzaro dans la région de la Calabre dans le sud de l'Italie.
C'est avec Nicastro et Sant'Eufemia Lamezia (it), l'une des communes qui ont formé par leur réunion en 1968 la commune de Lamezia Terme.

## Géographie

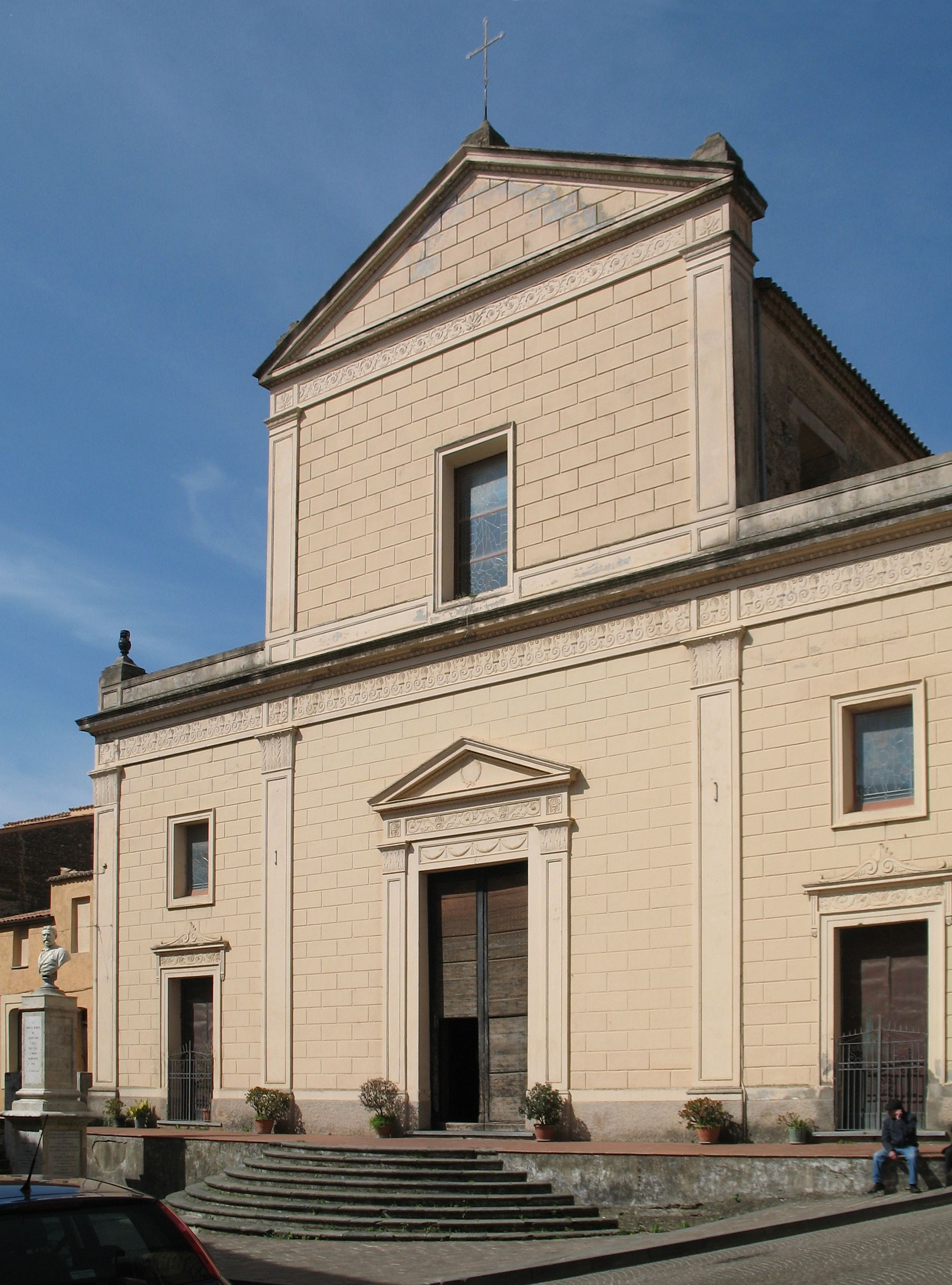
Église

## Histoire

### Préhistoire
Le territoire sur lequel se trouve actuellement Sambiase était habité dès l'époque préhistorique. Il y a quelques années, dans une grotte de Sant'Elia, ont été trouvés des dessins du néolithique.

### Grande Grèce
À Sambiase, comme à Sant'Eufemia Lamezia (it) ont été trouvés dans les ruines de Terina, une ancienne sous-colonie de Crotone, des bijoux, des monnaies d'origine grecque comme le « trésor d'Acquafredda » et le « trésor de Sant'Eufemia. » La colonie grecque de Terina a été fondée au VIIe siècle av. J.-C.